# Scilla ramburei
Scilla ramburei là một loài thực vật có hoa trong họ Măng tây. Loài này được Boiss. miêu tả khoa học đầu tiên năm 1838.